# Berglein

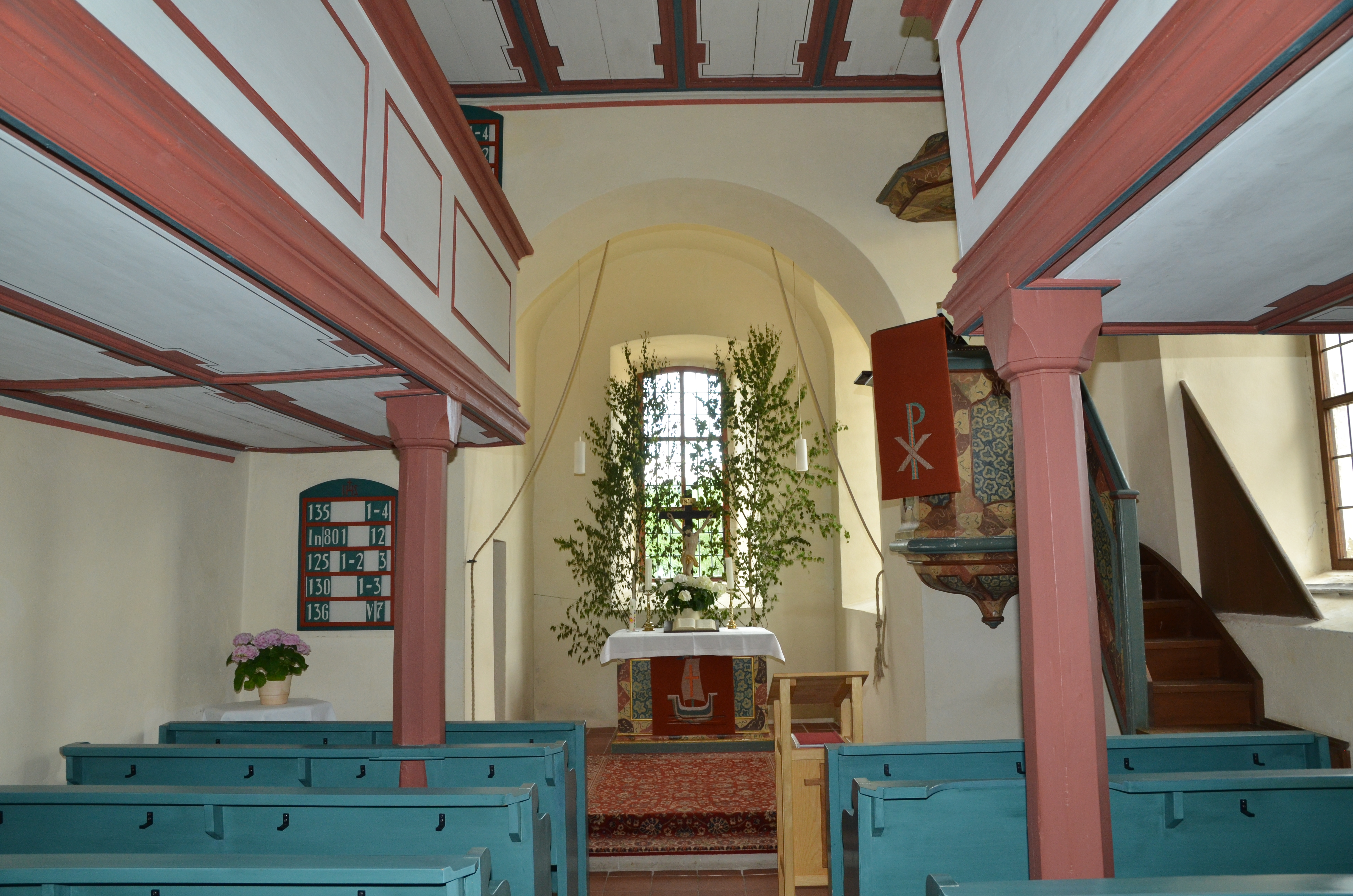
St. Kilian und Kunigunde, Innenansicht

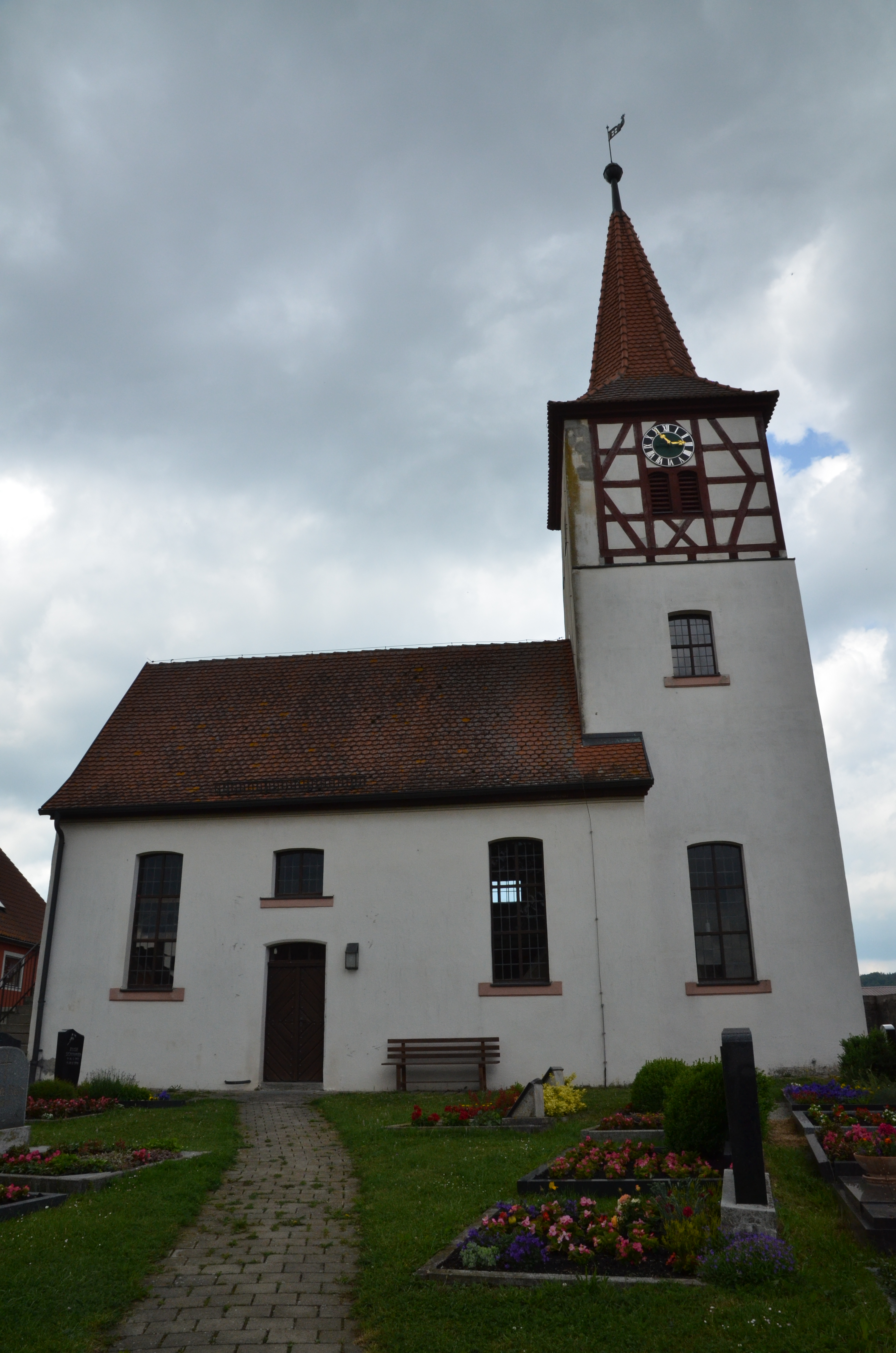
St. Kilian und Kunigunde

Berglein (fränkisch: Bergla) ist ein Gemeindeteil der Gemeinde Oberdachstetten im Landkreis Ansbach (Mittelfranken, Bayern). Berglein liegt in der Gemarkung Mitteldachstetten.

## Geografie
Das Kirchdorf liegt am Katzbach, einem linken Zufluss der Fränkischen Rezat. Im Westen erhebt sich der Schloßbuck und der Felberg, 1 km nordwestlich das Fuchseck (495 m ü. NHN), 0,75 km westlich der Adelberg. Gemeindeverbindungsstraßen führen nach Wippenau zur Staatsstraße 2245 (1,7 km nordöstlich), nach Dörflein (0,4 km südlich) und nach Mitteldachstetten (1 km westlich).

## Geschichte
Der Ort wurde 1346 als „Berglin“ erstmals urkundlich erwähnt. Der Ortsname bezieht sich auf die geographische Lage des Ortes, der auf einer leichten Anhöhe liegt. Wohl seit dem 14. Jahrhundert gibt es im Ort eine Kirche, die als Wehrkirche errichtet und St. Kilian und Kunigunde geweiht wurde.
Gegen Ende des 18. Jahrhunderts bildete Berglein mit Dörflein eine Realgemeinde. In Berglein gab es 9 Anwesen. Das Hochgericht übte das Obervogteiamt Virnsberg aus. Die Dorf- und Gemeindeherrschaft hatte die Deutschordenskommende Virnsberg. Grundherren waren der Deutsche Orden (Kommende Virnsberg: 1 Hof, 1 Dreiviertelhof, 1 Viertelhof, 1 Hirtenhaus; Deutschordensspital Nürnberg der Kommende Nürnberg: 1 Hof, 1 Halbhof, 1 Sechstelhof; Pfarrei Berglein: 1 Sechstelhof) und das Rittergut Rügland der Herren von Crailsheim (1 Sechstelhof).
1806 kam Berglein an das Königreich Bayern. Im Rahmen des Gemeindeedikts wurde Berglein dem 1808 gebildeten Steuerdistrikt Virnsberg und der 1811 gegründeten Ruralgemeinde Virnsberg zugeordnet. Am 12. Juni 1824 wurde Berglein in die neu gebildete Gemeinde Neustetten umgemeindet. In der freiwilligen Gerichtsbarkeit unterstand ein Anwesen von 1820 bis 1848 dem Patrimonialgericht Rügland. Ein Gesuch von 1844 mit Dörflein eine eigene Gemeinde zu bilden, wurde abgelehnt, weil beide Orte nicht die Mindestzahl von 20 Familien erreichten. Am 30. August 1923 wurde jedoch die Umgemeindung von Berglein und Dörflein nach Mitteldachstetten genehmigt. Im Zuge der Gebietsreform in Bayern wurde die Gemeinde Mitteldachstetten am 1. Januar 1972 nach Oberdachstetten eingemeindet.

### Baudenkmäler
- Evangelisch-lutherische Filialkirche St. Kilian und Kunigunde, Saalbau, Mitte 18. Jahrhundert, Chorturm älterer Kern; mit Ausstattung; Friedhof, Ummauerung im Kern wohl mittelalterlich, zwei Türöffnungen, mit Grabsteinen[14]
- Haus Nr. 8: Gasthaus, zweigeschossiger, massiver Satteldachbau, 1784[14]
- ehemalige Zehntscheune, verputzter Bruchsteinbau, 1771[14]
- Grenzstein Nr. 20, wohl 18. Jahrhundert; am Weg zu der Hochstraße in Richtung Egenhausen[14]

### Einwohnerentwicklung
| Jahr      | 001818 | 001840 | 001861 | 001871 | 001885 | 001900 | 001925 | 001950 | 001961 | 001970 | 001987 | 002006 | 002015 | 002019 |
| Einwohner | 60     | 47     | *115   | 71     | 55     | 53     | 49     | 73     | 58     | 48     | 42     | 37     | 30     | 27     |
| Häuser    | 10     | 8      |        |        | 8      | 13     | 10     | 9      | 11     |        | 9      |        |        |        |
| Quelle    | [ 16 ] | [ 17 ] | [ 18 ] | [ 19 ] | [ 20 ] | [ 21 ] | [ 22 ] | [ 23 ] | [ 24 ] | [ 25 ] | [ 26 ] |        | [ 27 ] | [ 28 ] |

## Religion
Der Ort ist seit der Reformation evangelisch-lutherisch geprägt und bis heute nach St. Jakob (Mitteldachstetten) gepfarrt. Die Einwohner römisch-katholischer Konfession sind nach St. Dionysius (Virnsberg) gepfarrt.